# Eugène Marioton
Pour les articles homonymes, voir Marioton.
Eugène Marioton est un sculpteur et médailleur français, né le 7 avril 1857 à Paris où il est mort dans le 4e arrondissement le 19 septembre 1933.
Il est le frère du sculpteur Claudius Marioton et du peintre Jean Alfred Marioton.

## Biographie
Eugène Marioton est l'élève de Auguste Dumont, Gabriel-Jules Thomas et Jean-Marie Bonnassieux à l'École des beaux-arts de Paris. En 1883, au concours des esquisses, il présente La Fille de Jephté venant au devant de son père, bas-relief en terre cuite. La même année, il obtient le 1er prix au concours de la Société libre des beaux-arts avec le bas relief en marbre Héro et Léandre, ainsi qu'une bourse de 1 200 francs du conseil général de la Seine destinée à aider les jeunes artistes sans fortune. En 1884, il est 1er prix au concours de ciselure de M. Willemsens. En 1888, il est admis à concourir pour le 2e essai du grand prix de Rome de sculpture. Une bourse de voyage, section sculpture et médaille, lui est attribuée la même année.
En 1896, il habite au no 59 avenue du Général-Michel-Bizot à Paris.
Il participe régulièrement au Salon de la Société des artistes français, et en devient membre du jury en 1905 dans la section sculpture.

## Expositions
- Salon de 1882 : il obtient une médaille de bronze.
- Salon de 1883 : médaille de 3e classe.
- Salon de 1884 : Chactas, médaille de 2e classe[3].
- Salon de 1885 : Diogène et sa lanterne[4].
- Salon de 1888 : Les Frères d'armes, groupe en plâtre[5]. Le bronze est présenté à l'Exposition universelle de 1889.
- Salon de 1889 : Le Dompteur ou Belluaire, prix Crozatier[6].
- Salon de 1890 : prix Desprez.
- Salon de 1895 : Portrait de Mme… (no 3312).
- Salon de 1896 : Élégie (no 3653) ; Enfant frileux (no 3654).
- Salon de 1898 : La Force protégeant le Droit
- Exposition universelle de 1900 : il est l'un des artistes représentant les 36 nations participantes sous forme de personnages de 2,5 m de haut avec son Mineur belge[7].
- Salon de 1903 : Le Retour, groupe en plâtre.

## Œuvres dans les collections publiques
En Algérie
- Béjaïa, square Pasteur : Le Zéphir, 1894[8]

En France
- Paris, square du Temple – Elie-Wiesel : Diogène, 1885, statue en bronze, envoyée à la fonte sous le régime de Vichy.
- Rouen, musée des beaux-arts : Chactas, 1884, statue en marbre[9].

En Roumanie
- Bucarest musée national d'art de Roumanie :
  - La Danse (no 105) ;
  - Le Lancer (no 106).

## Galerie

Œuvres d'Eugène Marioton
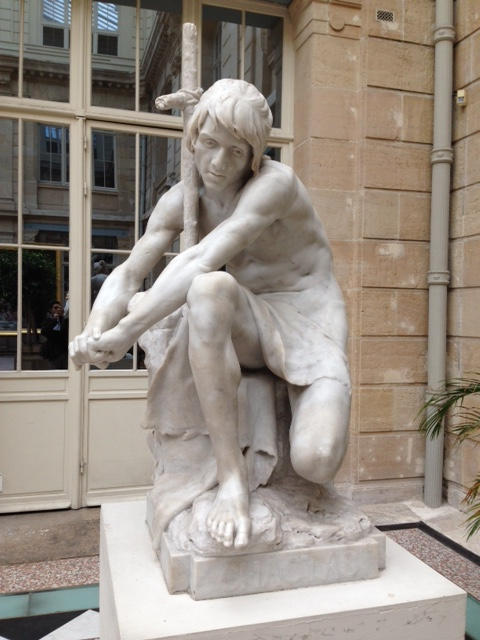
Chactas (1888), marbre, musée des beaux-arts de Rouen.
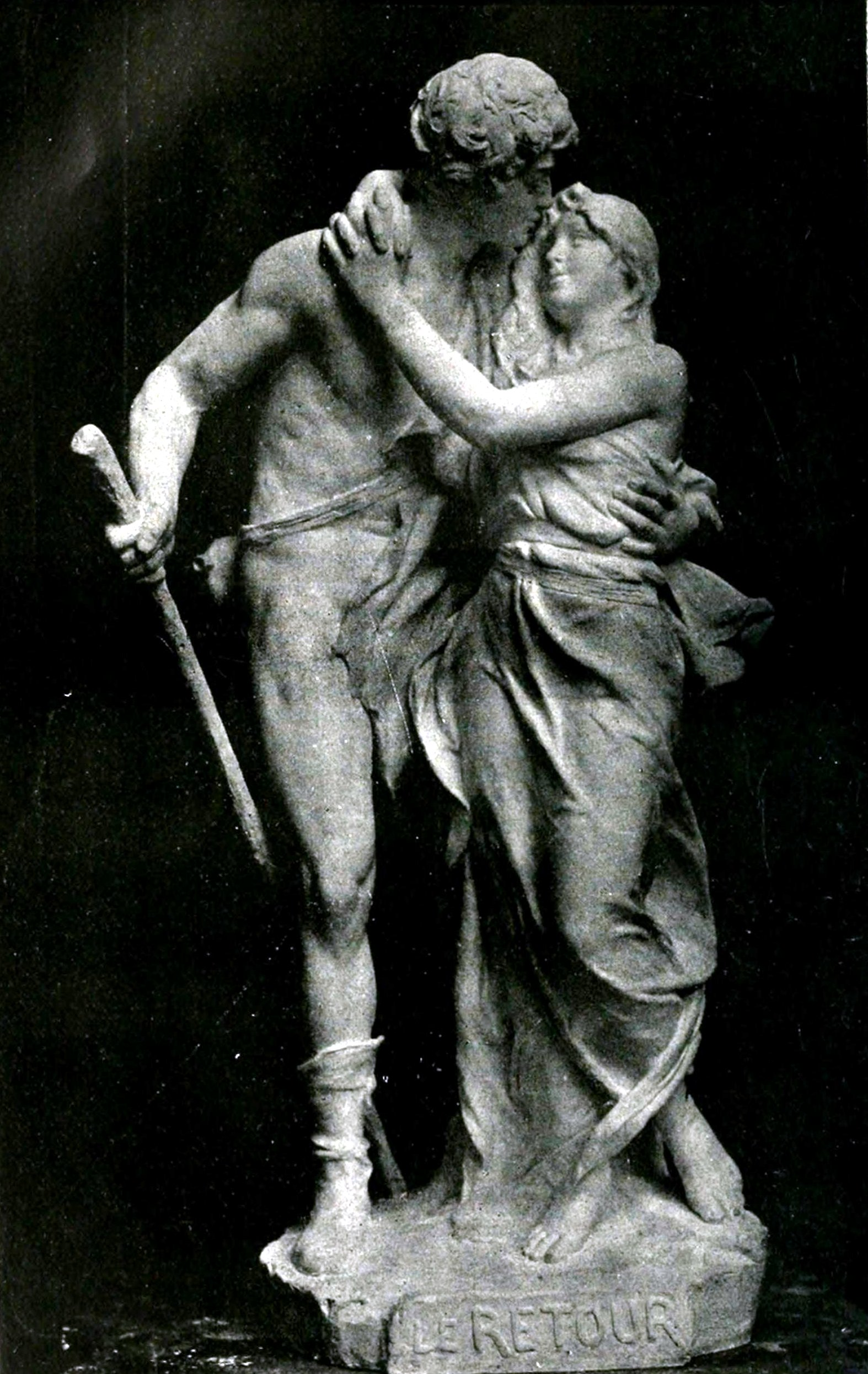
Le Retour (Salon de 1903).
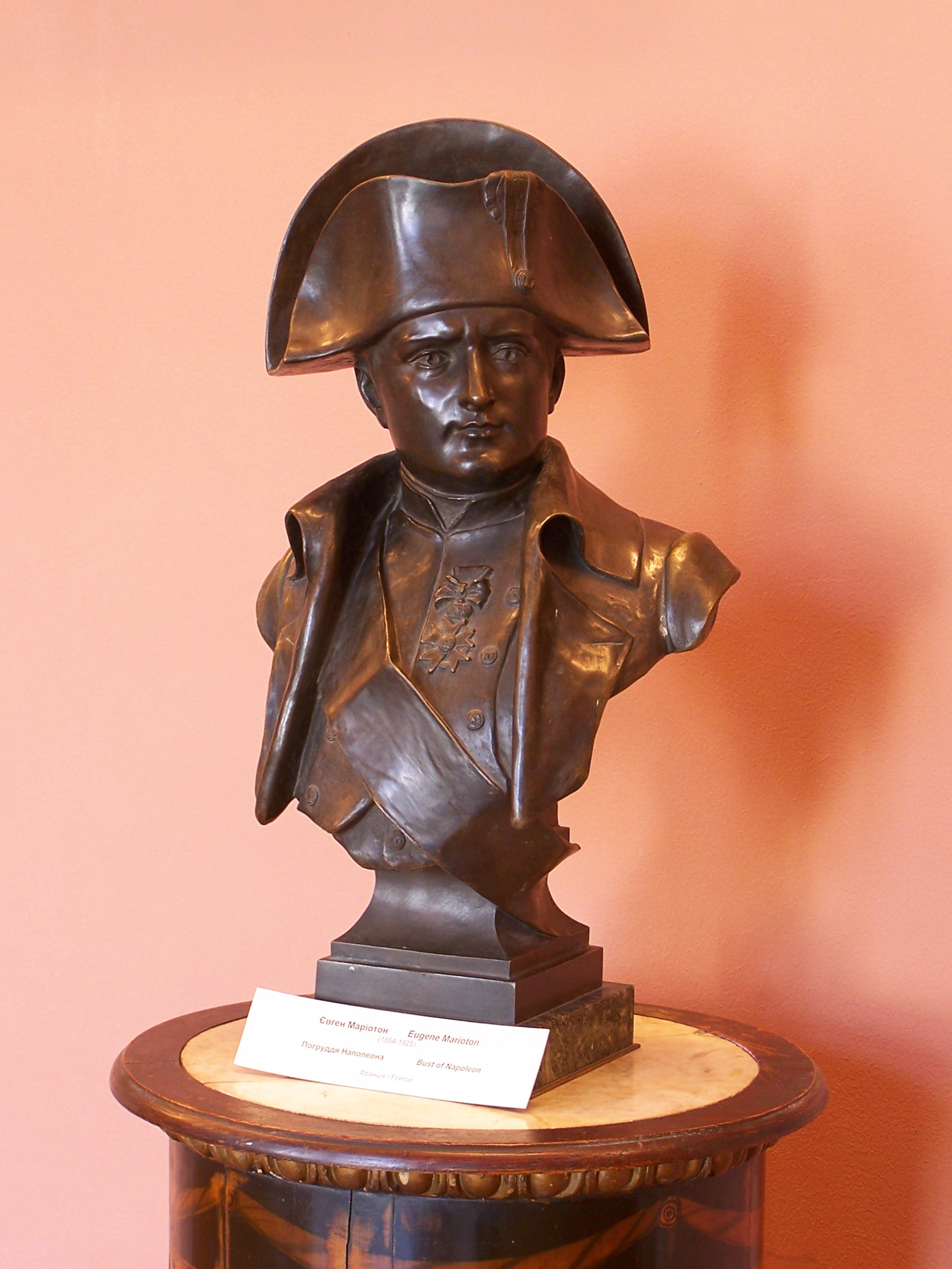
Buste de Napoléon, Lviv, musée national.